# Emanuel
Emanuel, også stavet Emmanuel er et drengenavn. Navnet stammer fra det hebraiske navn עִמָּנוּאֵל (Emmanuel eller Imanu'el), der betyder «Gud er med os». Emmanuel er den franske og engelske form af navnet, mens Manuel er den spanske og tyske form.
Ca. 1.000 danskere bar i 2019 et af disse navne ifølge Danmarks Statistik.